# نبردناو سیسیل
نبردناو سیسیل (به انگلیسی: Italian battleship Sicilia) یک کشتی بود که طول آن ۴۱۸ فوت ۷٫۵ اینچ (۱۲۷٫۶ متر) بود. این کشتی در سال ۱۸۹۱ ساخته شد.